# Péter Rózsás
Péter Rózsás (Boedapest, 18 februari 1943 – aldaar, 4 december 2024) was een Hongaars professioneel tafeltennisser.
Rózsás overleed op 4 december 2024 op 81-jarige leeftijd.

## Belangrijkste resultaten
- WK
  -  Brons met het team in 1961.
- EK
  -  Goud in het gemengd dubbelspel in 1964 met Sárolta Lukács.
  -  Goud in het mannen dubbelspel in 1972 met István Jónyer.
  -  Brons in het mannen dubbelspel in 1964 met Zoltán Berczik.
  -  Brons in het gemengd dubbelspel in 1966 met Sárolta Lukács.